# 내 안의 천사
《내 안의 천사》는 1997년 1월 6일부터 1997년 2월 25일까지 방송했던 KBS 2TV 월화 드라마로 어린 시절부터 단짝 친구인 세 남자의 서로 다른 사랑법이 주요 내용이다. 과감한 생략과 속도감 있는 전개로 호평을 받았지만 등장인물의 작위적인 관계 등으로 인해 비판을 받았으며 결국 처참한 성적을 거두었다.

## 제작진

### 극본
- 오수연

### 연출
- 전기상

## 등장 인물
- 정찬 - 이우진 역
- 정성환 - 규영 역
- 권오중 - 박남현 역
- 김지수 - 조유경 역
- 박주미 - 유리 역
- 장진영 - 안소연 역
- 최종원
- 이미영
- 정요숙
- 홍세은
- 정성화

## 참고 사항
- 당초 컴퓨터를 소재로 하여 현실과 비현실 세계를 오가며 주인공들이 사건에 휘말리다 결국 사랑으로 끝 맺는 미스터리 터치의 사랑 얘기인 《RPG》로 꾸며갈 예정이었다.
- 처음에는 이애린 역에 장진영이 낙점됐다.[3] 이후 최정윤이 대타로 들어갔으나[4] 개인 사정으로 출연을 포기했다.
- 장진영과 짝을 이룰 주인공 역에는 당초 심은하 등 스타급 연기자들을 주역으로 투입할 예정이었으나 실패로 끝나자 김지수, 박주미를 간신히 캐스팅 했으며 이들 중 김지수는 해당 작품을 통해 KBS 나들이를 했는데 《내 안의 천사》에 앞서 KBS 2TV 주말 드라마 《젊은이의 양지》로 첫 출연 예정이었지만[5] 이런저런 사정 때문에 불발됐다. 이는 KBS 2TV 수목 드라마 《파파》 제작 과정과 유사하다. 이 때문에 KBS 2TV 월화 드라마 《아내가 있는 풍경》에 나온 이미영을 다시 투입했다.
- SBS 공채 2기 출신 김지수 (조유경 역)가 해당 작품을 통해 KBS 진출을 했는데[6] 당시 SBS는 1992년 5월 종영된 《여성극장》이후[7] 정규 단막극을 한동안 편성하지 않은 상태였고 이 탓인지 해당 드라마 방영 당시 김지수 외에도 정성환 (규영 역)(5기)[8] 윤해영 (3기) 이하얀 (4기) 등 SBS 공채 출신 배우들이 1996년 후반기 이후 KBS로 활동영역을 넓혔다[9][10].